# Naultinus manukanus
Naultinus manukanus (též Heteropholis manukanus) je denní gekon.

## Areál rozšíření
Lesy a křoviny Nového Zélandu (Marlborough Sound, Stephens Island)

## Popis
Velikost je 12,5–16,5 cm. Jeho domovem je převážně strom druhu Leptospermum scoparium, zvaný manuka. Na něm slídí za potravou, kterou tvoří hmyz a jiní drobní bezobratlí. Zbarvuje se do jasně zelené se žlutavými nádechy. Samci mají modrozelené břicho, samice žlutozelené. Chodidla obou pohlaví jsou žlutá. Mohutnou hlavu zakončuje tupý a vypouklý čenich.
Tento gekon je na rozdíl od většiny ostatních aktivní ve dne.

## Rozmnožování
Zatímco většina gekonů klade vejce, příslušníci rodu Naultinus přivádějí na svět 2, méně často 1 živé mládě, jehož vzhled se neliší od dospělých. Počty těchto gekonů se nyní snížily, protože velké plochy lesů a buše musely ustoupit polím.